# Amata punctulata
Amata punctulata är en fjärilsart som beskrevs av Vorbrodt 1920. Amata punctulata ingår i släktet Amata och familjen björnspinnare. Inga underarter finns listade i Catalogue of Life.